# Midnight Club II
Midnight club II is een arcade stijl racespel, ontwikkeld door Rockstar San Diego (vroeger Angel Studios) en gepubliceerd door Rockstar Games. Het werd uitgebracht op de PlayStation 2, Xbox en Microsoft Windows. Het is de tweede game in de Midnight Club-serie en de enige die op Microsoft Windows is gepubliceerd. De game speelt zich af in Los Angeles, Parijs en Tokio.

## Gameplay
Het vervolg van Midnight Club: Street Racing is net als zijn voorganger een openwereldspel. Je moet verschillende races doen. Win je van een tegenstander dan krijg je geld en (meestal) ook de auto van je tegenstander. Deze game is volgens sommigen de moeilijkste in de hele serie. Je kan auto's kopen en ook personaliseren. 

### Recensies

#### Metacritic
'De races zijn intens en zou aantrekkelijk zijn voor autoliefhebbers'.
Gemiddeld een 85/100

#### IGN
'Met heel veel parcours, veel slimme tegenstanders en veel snelle auto's, kun je gewoon niet om meer vragen, tenzij je schaamteloos ondankbaar bent.'
8,8/10